# Het puttertje (roman)

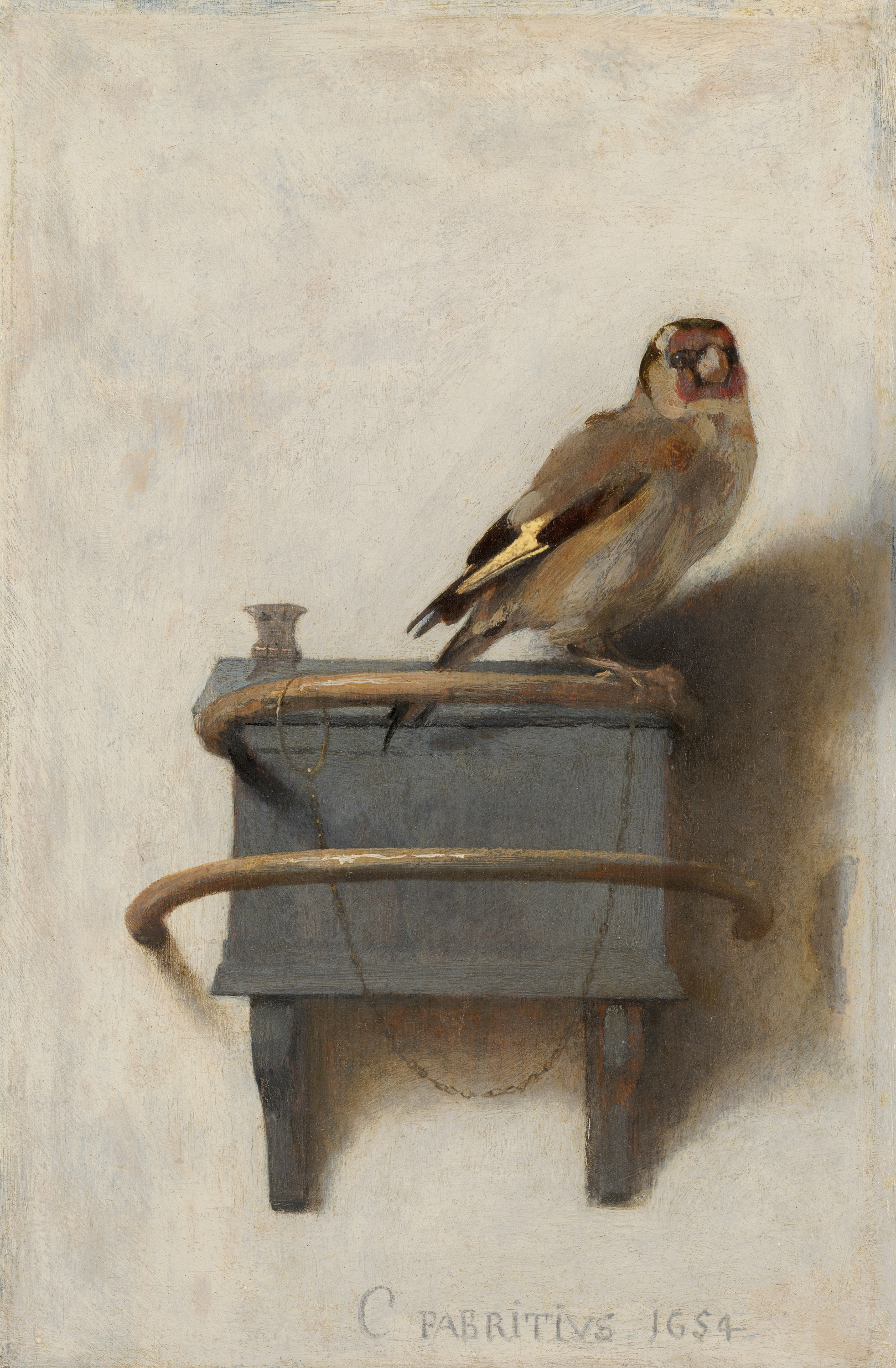
Schilderij Het puttertje

Het puttertje is een roman van de Amerikaanse schrijfster Donna Tartt. De originele Engelse titel van het boek luidt The Goldfinch, Engels voor putter (distelvink). De titel verwijst naar Het puttertje, een schilderijtje uit 1654 van de Hollandse schilder Carel Fabritius, dat een belangrijke rol speelt in het verhaal. De wereldpremière van het boek was in 2013 in de Nederlandse vertaling, een maand eerder dan het Engelse origineel. Het boek won in 2014 de Amerikaanse Pulitzerprijs voor fictie.
De schrijfster heeft tien jaar gewerkt aan het meer dan 900 bladzijden tellende boek. Naast het schilderij verwerkte Tartt nog meer Nederlandse elementen in haar boek, dat zich hoofdzakelijk in New York afspeelt. De hoofdfiguur die zijn verhaal vertelt heet Theo Decker. Hij komt uit New York, maar de cruciale momenten aan het einde van het verhaal spelen zich af in Amsterdam. Tartt geeft nogal wat New Yorkse families Nederlandse namen als Decker, Van der Pleyn en De Peyster, en maakt nogal wat verwijzingen naar Nederlandse schilders, onder wie Fabritius, Rembrandt, Hals en Van Gogh. 
Het boek werd in 2019 verfilmd als The Goldfinch.

## Verhaal
Hoofdpersoon Theo Decker is 13 jaar oud wanneer hij met zijn moeder een tentoonstelling van Nederlandse schilderkunst in de Gouden Eeuw bezoekt in het Metropolitan Museum of Art. Zijn vader had hen een paar maanden daarvoor in de steek gelaten. Tijdens hun bezoek aan het museum vindt daar een terroristische aanslag plaats, waarbij zijn moeder om het leven komt, en ook vele anderen. Ook raken veel mensen gewond, onder wie een meisje van zijn leeftijd dat hij eerder had opgemerkt. In de verwarring en chaos na de aanslag neemt hij een klein schilderijtje mee. Hij verstopt het en is voortdurend bevreesd dat de politie hem zal betrappen en aanhouden; hij komt er niet toe het terug te brengen. Jarenlang is hij bevangen door de angst het waardevolle voorwerp te verliezen. Uiteindelijk gebeurt dat ook. Na deze eerste diefstal gaat het met hem als tiener en als jongvolwassene van kwaad tot erger: hij spijbelt van school met een vriend, Boris, gebruikt drank, geneesmiddelen en drugs, gaat drugs dealen, en pleegt oplichting, bedrog en fraude. Later komt Theo door zijn vriend Boris in de onderwereld van de kunst terecht. Bij een poging in Amsterdam het schilderijtje terug te krijgen, schiet hij twee gevaarlijke criminelen dood. De operatie mislukt als een derde er met het schilderij vandoor gaat. Boris kent de kunstdieven en laat de zaak aan de politie doorgeven. Die vindt inderdaad het schilderijtje op de aangegeven plaats in Frankfurt, en bij verrassing nog een hele reeks andere gestolen kunstvoorwerpen. Theo krijgt van zijn vriend het grootste deel van alle uitgeloofde beloningen en daarmee maakt hij al zijn fraude goed.
De auteur laat haar hoofdpersonage zelf een terloopse vergelijking maken met het boek De idioot van Fjodor Dostojevski. Daar is de hoofdfiguur een rechtschapen man maar wat hij doet veroorzaakt veel onheil. Hier is het precies het omgekeerde.